# FetLife
FetLife — социальная сеть для людей, интересующихся БДСМ, фетишами и кинком. Она отличается от других сайтов с той же специализацией тем, что позиционируется именно как соцсеть, а не сайт знакомств.
Сайт FetLife был открыт в январе 2008 года канадцем Джоном Копанасом. На 2024 год соцсеть насчитывала более 10 миллионов пользователей.

## Функциональность
У каждого пользователя FetLife имеется персональный профиль, в котором можно указать одну или несколько сексуальных ориентаций, ролей, таких как доминирование и подчинение, и фетишей. В профиле также можно указать отношения с другими пользователями.
Пользователи могут объединяться в группы, работающие подобно интернет-форумам, отправлять друг другу личные сообщения и организовывать мероприятия. Кроме того, можно вести блог, публиковать фотографии и видео как с доступом всем остальным пользователям, так и ограниченно для списка друзей.
Согласно политике сайта, пользователи должны быть совершеннолетними, а взаимодействие между ними — исключительно по обоюдному согласию. Функция поиска не позволяет искать пользователей по определённым характеристикам, таким как возраст или пол. Это сделано намеренно для безопасности и комфорта женщин.
В то время как основная функциональность FetLife бесплатна, за деньги доступны дополнительные функции. Это один из источников финансирования сайта, наряду с продажей рекламы.

## Проблемы
Условия использования FetLife запрещают «выдвигать обвинения в преступлениях против других участников на публичном форуме» (т. е. даже на страницах самого сайта). Это мешает жертвам сексуальных злоупотреблений предупреждать других об опасности.
В начале 2017 года администраторами FetLife было удалено множество материалов, касающихся фантазий о крови, изнасилованиях и инцесте. По сообщению Копанаса, это было сделано по требованию поставщика платёжных услуг сервиса, а также в связи с тем, что упоминания сайта стали появляться в уголовных делах. Фонд электронных рубежей осудил давление на FetLife как акт цензуры.